# Verre cassé
Verre cassé est un roman publié en 2005 par l'écrivain franco-congolais Alain Mabanckou. Il a remporté de nombreux prix et a fait l'objet de plusieurs lectures et adaptations au théâtre.

## Résumé
Verre Cassé c’est le nom d’un des perpétuels assoiffés qui traînent au bar «Le Crédit a voyagé», sis quelque part au Congo-Brazzaville. L’Escargot Entêté, son patron, voyant qu’il avait quelques dons pour l’écriture lui a confié la mission d’écrire un livre sur les différents clients de son bar. Et c’est à la lecture de cet ouvrage que nous convie Alain Mabanckou. Entre deux verres de vin, Verre Cassé va donc nous narrer dans un style mordant et truculent sa manière de considérer l’existence et nous livrer les portraits pittoresques des autres clients: il s’agit d’une bande d’éclopés de la vie, de déclassés dont les histoires, narrés par Verre Cassé, vont nous entraîner bien au-delà du Congo.
Chaque client est l’occasion d’une nouvelle histoire, sa rencontre avec le narrateur aussi, si on ajoute à cela les réflexions personnelles de ce dernier on se retrouve avec un livre qui ressemble plus à un recueil de contes. En effet, les histoires qui se déroulent dans ces pages, si elles sont ancrées dans le réel, frôlent presque le fantastique et côtoient l’incroyable. Comme ce type qui, dénoncé par sa femme comme pédophile se retrouve emprisonné et livré aux sévices de ses codétenus tant et si bien qu’on le retrouve portant des couches Pampers (son surnom d’«homme aux Pampers» vous permettra de le reconnaître sans mal).
L’action a beau se passer en Afrique et concerner des Africains, c’est également une confrontation entre les Africains restés au pays, ceux ayant voyagé et ceux ayant à un moment de leur vie tenté leur chance en France ou en Amérique. Ainsi, même si l’action se passe toujours autour du «Crédit a voyagé», la narration nous entraîne beaucoup plus loin.
Si c’est de littérature africaine qu’il s’agit, c’est donc aussi une littérature ouverte sur le monde. D’ailleurs, Alain Mabanckou glisse toutes les deux lignes une référence littéraire. Et ces dernières proviennent du monde entier.

## Distinctions
Paru aux éditions du Seuil, ce roman a remporté plusieurs prix littéraires dont le Prix Ouest-France/Étonnants Voyageurs, le Prix des Cinq Continents de la Francophonie et le Prix du livre RFO). Il a été finaliste du prix Renaudot 2005, prix que son auteur a reçu une année plus tard avec Mémoires de porc-épic, également paru au Seuil.
En 2012 le quotidien anglais The Guardian a désigné ce roman comme l'un des 10 meilleurs livres africains contemporains.

## Traductions
Verre Cassé a été traduit dans les langues suivantes :
- En anglais : Broken Glass, Londres, Serpent's Tail, 2010, 176 p.  (ISBN 978-1846688157)
- En américain : Broken Glass, New York, Soft Skull Press, 2010, 165 p.  (ISBN 978-1593762735)
- En espagnol : Vaso Roto, Barcelone, Ediciones Alpha Decay, 2007, 169 p.  (ISBN 978-84-934868-5-3)
- En italien : Verre Cassé, Milan, Morellini Editore, 2008, 163 p.  (ISBN 9788862980180)
- En polonais : Kielonek, Cracovie, Wydawnictwo Karakter, 2008, 200 p.  (ISBN 978-83-927366-0-8)
- En hongrois : Törött Pohár, Budapest, Europa Könyvkiadò, 2012, 212 p.  (ISBN 978 963 07 9389 6)
- En hébreu :  כוס שבורה, Tel Aviv, Matar Publishing House, 2008, 192 p.
- En norvégien : Knust Glass, Oslo, Pax Forlag, 2008, 201 p.  (ISBN 9788253031385)
- En suédois : Slut pa kritan, Stockholm, Weyler Forlag, 2008, 256 p.  (ISBN 9789185849024)
- En coréen : "아프리카 술집, 외상은 어림없지" , Séoul, Random House Korea, 2007, 248 p.  (ISBN 9788925507552)

## Adaptations théâtrales
- En 2007, au Théâtre de Poche (Bruxelles, Belgique)[3] : adaptation & mise en scène de Roland Mahauden, scénographie d'Olivier Wiame, musique et chant de Ne Nkamu Luyindula. Avec Jean-Marie Ngaki Kosi Basak, Edmond Massambia Nzumbu et Gaston Mufunda Koffi Kuaya[4].
- En 2008 : au Musée Dapper (Paris, France)[5], dans une mise en scène de Gerty Dambury, avec Jean Bédiébé et Tadié Tuéné.
- En 2010, au Lavoir moderne parisien (Paris, France)[6] : mise en scène de Fortuné Bateza. Avec Fortuné Bateza (one-man show).
- En 2010, l'actrice française Josiane Balasko a lu l'ouvrage au Théâtre de la Cité TNT (Théâtre National de Toulouse)[7]
- En 2011, au Goethe-Institut de Yaoundé (Cameroun)[8] : mise en scène de Louise Belinga. Avec David Noundji.
- En 2012, au Carrefour international de théâtre de Ouagadougou  (CITO, Burkina Faso) [9] : mise en scène de Paul P. Zoungrana.